# Trận Tiểu Quan
Trận Đồng Quan (chữ Hán: 潼关之战, Đồng Quan chi chiến), thường gọi là trận Tiểu Quan (小关之战, Tiểu Quan chi chiến) là trận đánh diễn ra vào tháng 1 năm 537, có tính quyết định đến toàn cục cuộc chiến tranh giữa hai nước Đông Ngụy và Tây Ngụy từ tháng 12 năm 536 đến tháng giêng 537, kết quả quyền thần Tây Ngụy là Vũ Văn Thái nảy ra kỳ mưu, giành được thắng lợi, khiến cho toàn quân Đông Ngụy phải triệt thoái. Trận Tiểu Quan là trận đánh lớn đầu tiên trong 5 trận đánh lớn giữa 2 nước Ngụy, còn lại là trận Sa Uyển (537), trận Hà Kiều (538), trận Mang Sơn (543), trận Ngọc Bích (546).

## Nguyên nhân và Bối cảnh
Sau trận Hàn Lăng, Bắc Ngụy Hiếu Vũ đế vì bất mãn quyền thần Cao Hoan, mưu tính giết chết ông ta. Âm mưu bị tiết lộ, tháng 6 năm Vĩnh Hi thứ 3 (534), Cao Hoan mượn danh nghĩa diệt trừ bọn Hộc Tư Xuân để ra quân. Tháng 7, đế không chống nổi, chạy đến Trường An , nương nhờ Quan Tây Đại hành đài Vũ Văn Thái. Tháng 9, Cao Hoan nhổ được Đồng Quan , ủy nhiệm Hành đài thượng thư trưởng sử Tiết Du trấn thủ, rồi quay về Lạc Dương . Tháng 10, Cao Hoan lập Nguyên Thiện Kiến làm Đế, là Hiếu Tĩnh đế, đổi niên hiệu là Thiên Bình, sử gọi là Đông Ngụy. Vũ Văn Thái soái quân đánh Đồng Quan, chém Tiết Du, bắt 7000 người về Trường An, được Hiếu Vũ đế nhiệm mệnh làm Đại thừa tướng. Cùng tháng, Cao Hoan bức Hiếu Tĩnh đế dời đô Nghiệp Thành . Tháng 12 nhuận, Vũ Văn Thái hạ độc giết chết Hiếu Vũ đế, lập Nam Dương vương Nguyên Bảo Cự làm đế. Tháng giêng năm sau (535), đổi niên hiệu là Đại Thống, sử gọi là Tây Ngụy. Từ đây, hai nước tìm cách thôn tính lẫn nhau, chinh chiến mấy năm liên tiếp.
Trong tháng ấy, Đại hành đài thượng thư Tư Mã Tử Như của Đông Ngụy soái bọn Đại đô đốc Đậu Thái đánh Đồng Quan. Khi ấy Vũ Văn Thái soái quân đóng đồn ở Bá Thượng , bọn Tư Mã Tử Như lui quân, từ Bồ Tân , trong đêm vượt Hoàng Hà, đánh Hoa Châu , chưa hạ được đã lui chạy.

## Diễn biến và Kết cục
Năm 536 (năm Thiên Bình thứ 3 nhà Đông Ngụy, năm Đại Thống thứ 2 nhà Tây Ngụy) Quan Trung xảy ra nạn đói, Đông Ngụy thừa tướng Cao Hoan thừa dịp Tây Ngụy gặp tai ương, vào tháng 12 phát hơn 10 vạn quân, chia 3 đường tiến đánh Trường An; lấy Tư đồ Cao Ngao Tào lĩnh quân đánh Thượng Lạc ; Đậu Thái tiến thẳng đến Đồng Quan, tự mình soái quân tiến đóng ở Bồ Phản .
Tháng giêng năm thứ 4 (537), Cao Hoan đặt 3 đạo cầu nổi, muốn vượt sông đánh Vị Bắc . Bấy giờ Vũ Văn Thái trú quân ở Quảng Dương , lập tức triệu tập bộ tướng thương thảo đối sách. Vũ Văn Thái cho rằng: quân Đông Ngụy bắc cầu ra vẻ vượt sông, thật là khống chế quân Tây Ngụy, tạo điều kiện cho Đậu Thái tây tiến. Cao Hoan dùng binh, thường lấy Đậu Thái làm tiền phong, binh sĩ của hắn ta, nhiều lần thắng trận nên kiêu ngạo; không bằng trước hết bất ngờ tiêu diệt Đậu Thái, khiến cho Cao Hoan không đánh mà lui. Chư tướng cho rằng: như vậy không thỏa đáng vì Cao Hoan gần, Đậu Thái xa, rồi đề nghị chia quân 3 lộ chống trả.
Vũ Văn Thái trở về Trường An, lại hỏi ý kiến Tuân trực sự lang trung Vũ Văn Thâm, ông ta cho rằng: nếu đánh Cao Hoan trước, Đậu Thái đến giúp thì Tây Ngụy sẽ 2 mặt thụ địch; qua đó kiến nghị: Phát kỳ binh ngầm ra Tiểu Quan  (mặt nam Đồng Quan), dụ Đậu Thái ra đánh, nhân Cao Hoan dùng binh thận trọng sẽ không cứu viện kịp thời, thần tốc tiêu diệt Đậu Thái, rồi mới quay lại đánh Cao Hoan, có thể giành được toàn thắng. Vũ Văn Thái vui vẻ đồng ý. Vì thế một mặt lớn tiếng lui về giữ Lũng Hữu (phía tây Lũng Sơn) để mê hoặc đối phương, một mặt soái quân từ Trường An ra chằm Mã Mục  bí mật đi về phía đông, vào ngày 17 tháng giêng đến được Tiểu Quan. Đậu Thái đột nhiên bị quân Tây Ngụy áp sát, bèn dựa núi bày trận, thảng thốt chống cự, nhưng trận thế chưa lập, đã bị tập kích nên đại bại. Đậu Thái tự sát, quân Đông Ngụy bị bắt hơn vạn người.
Cao Hoan biết Đậu Thái thua trận, mượn cớ băng trên Hoàng Hà mỏng, khó lòng đến cứu, bèn rút cầu lui quân. Cao Ngao Tào cũng từ Thượng Lạc triệt thoái.

## Đánh giá
Vũ Văn Thái nắm rõ tình thế, lợi dụng nhược điểm của quân Đông Ngụy, tập trung binh lực, xuất kỳ bất ý, một đòn là thắng. Quân Đông Ngụy phối hợp hành động không tốt, lại khinh suất vào sâu, dẫn đến thất bại.
Trải qua trận này và chiến thắng Sa Uyển cùng năm sau đó, Tây Ngụy dần chuyển từ yếu hóa mạnh, không còn quá yếm thế trước Đông Ngụy nữa.